# Лудорвайское дело
Лудорва́йское де́ло — судебный процесс, проходивший в конце 1928 года в Ижевске, ставший известным за пределами Удмуртии. Название происходит от одного из населённых пунктов, где происходили события, — деревни Лудорвай.

## Предшествующие события
26—27 июня 1928 года в деревнях Лудорвай, Юськи и Непременной Лудзе местная деревенская верхушка (т. н. «кулаки») с согласия некоторых членов сельсовета устроила массовые телесные наказания бедных односельчан. Крестьян выпороли черёмуховыми прутьями за неисправные изгороди на меже деревень. Подробности были опубликованы в газете «Ижевская правда» 11 июля 1928 года.
В удмуртских деревнях издавна существовал порядок содержания скота без пастухов. В огороженные леса, луга и паровые поля с весны выпускали скот и собирали только осенью. Поэтому община строго следила за состоянием изгородей, которые были разбиты на участки по числу хозяев. На изгородях каждый владелец ставил свой пус (родовой знак), и по нему проверяющие общинники определяли, чей участок неисправен. В этом случае община в соответствии с приговором, принятым на кенеше (совете), определяла меру наказания провинившемуся. Нередко такой мерой являлась порка прутьями. Такой обычай при всей своей жестокости относился к обычному праву и не вызывал особого сопротивления и жалоб. Поэтому фактически произошедшее являлось проявлением обычного права, существовавшего в удмуртских деревнях с давних времён. Но дело было оценено партийными и государственными органами страны как якобы демонстрация противодействия кулачества против социалистических преобразований в деревне.
ЦК ВКП(б) обязал парторганизации Удмуртии развернуть решительную борьбу с кулачеством и в то же время содействовать коллективизации крестьянских хозяйств. Возникший общественный резонанс привёл к возбуждению уголовного дела.
Событие в Лудорвае, а также неудачи в проведении хлебозаготовок, самообложения, налоговой и посевной кампаний послужили поводом для проверки ЦК ВКП(б) деятельности удмуртской партийной организации. В октябре 1928 года в Удмуртии работала специальная комиссия ЦК ВКП(б). Заслушав отчёт ответственного секретаря Вотского обкома ВКП(б) В. Г. Егорова, ЦК ВКП(б) 22 октября того же года принял Постановление о работе Вотской парторганизации, требуя усилить борьбу с кулачеством. Таким образом, события в Лудорвае попали под контроль центральных органов, которые настаивали на действенных мерах со стороны удмуртской парторганизации.
Областной комитет ВКП(б) поручил облисполкому разобраться в произошедшем. Областные руководители посчитали, что причинами Лудорвайского дела стали затяжки с переделом земли, с выделением желающих, судебная волокита при рассмотрении жалоб крестьян на потравы, перегибы в самообложении. Однако объективная оценка ситуации партийными органами не производилась. Дело получило классовую оценку как террор кулачества по отношению к бедноте и середнякам, выступавшим за коллективизацию и передел земли.

## Судебный процесс
Дело было поручено судебному следователю по важнейшим делам при Прокуратуре РСФСР М. С. Эльмановичу. Он обратился за разъяснениями к учёному М. И. Ильину, который 4 августа написал: «Самосуды при царизме происходили более всего летом на полях, во время осмотра прясел или потравы хлебов скотиной из-за плохих прясел». Но это заключение удмуртского учёного на суде не фигурировало.
Следствие продолжалось более двух месяцев. 9 декабря 1928 года газета «Ижевская правда» опубликовала обвинительное заключение по делу.
18 декабря 1928 года в Вотском областном суде началось обвинение 10 крестьян из деревень Лудорвай, Лудзя и Юськи на основании статьи 58/8, 109 и 110 УК РСФСР («совершение террористических актов, направленных против представителей советской власти…»).
Были вызваны 95 свидетелей, а также общественные обвинители из удмуртов и обвинители из Москвы. В ходе следствия и суда порка крестьян была квалифицирована не как бытовое явление, а как политический подрыв. Прокурор требовал сурового наказания — от сроков лишения свободы до 10 лет и до высшей меры наказания.
По решению суда было осуждено 10 крестьян на сроки лишения свободы от 3 до 10 лет исправительных работ с конфискацией имущества. Пятеро из них — по статье 58/8. Дмитрий Французов и Матвей Ермолаев были осуждены на 6 и 10 лет соответственно. В 1930 году ещё 6 крестьян были подвергнуты репрессиям. Все они были высланы за пределы Удмуртской автономной области.

## Последствия
Лудорвайское дело, получившее большой общественный резонанс, положило начало «антикулацкой» политике. Вслед за показательным процессом над его участниками в Ижевске подобные процессы прошли в других районах Удмуртии. Три показательных суда над кулаками состоялись в Шаркане. В Понинской волости Глазовского уезда были арестованы за выступление против передела земли 4 кулака, в Тыловайской Дебёсского уезда — 5 кулаков, в Советской — 7. В Глазовской волости были осуждены 5 человек за избиение бедноты, в Сосновской волости — 2 человека, в Бурановской — 3.